# Filmjahr 1911
Liste der Filmjahre

◄◄ | ◄ | 1907 | 1908 | 1909 | 1910 | Filmjahr 1911 | 1912 | 1913 | 1914 | 1915 | ► | ►►

Weitere Ereignisse

## Ereignisse

### Deutsches Reich / Dänemark

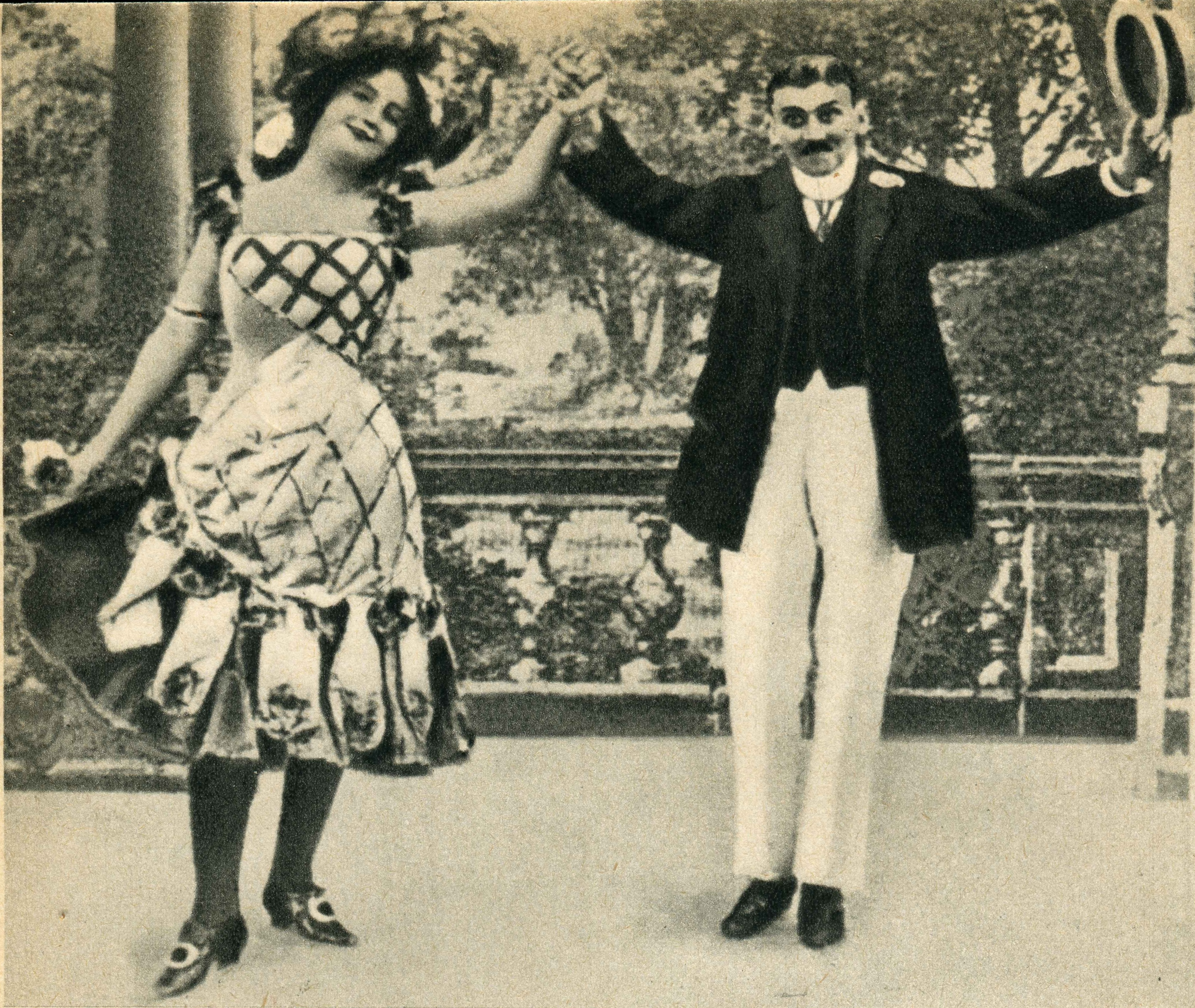
Henny Porten 1910 im Schwank Unkraut vergeht nicht mit Alfred Stein

- 28. Januar: Das Stummfilmdrama Das Liebesglück der Blinden von Curt A. Stark und Heinrich Bolten-Baeckers nach dem Drehbuch von Rosa Porten hat seine Uraufführung. Es gilt als der erste deutsche Film mit einer in sich geschlossenen Handlung überhaupt. Für die nicht namentlich genannte Hauptdarstellerin Henny Porten bedeutet es den Aufstieg zum ersten deutschen Kinostar und den Beginn einer rund viereinhalb Jahrzehnte umspannenden Karriere. Ihr nächster Film Tragödie eines Streiks von Adolf Gärtner wird am 28. Oktober uraufgeführt. Hier spielt erstmals die Kinderdarstellerin Lotte Müller an ihrer Seite.

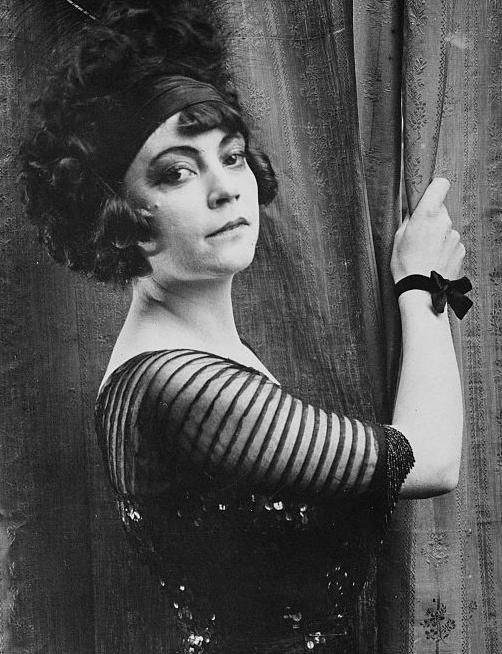
Asta Nielsen am Set von Der schwarze Traum

- Der dänische Regisseur Urban Gad dreht in Deutschland und Dänemark zahlreiche Spielfilme, darunter Heißes Blut, Nachtfalter, Der schwarze Traum, Im großen Augenblick, Der fremde Vogel und Die Verräterin. In allen diesen Filmen spielt Asta Nielsen die weibliche Hauptrolle.
- Der dänische Regisseur August Blom dreht mit Asta Nielsen und Valdemar Psilander den Spielfilm Ballettänzerin, der am 16. November seine Premiere erlebt.

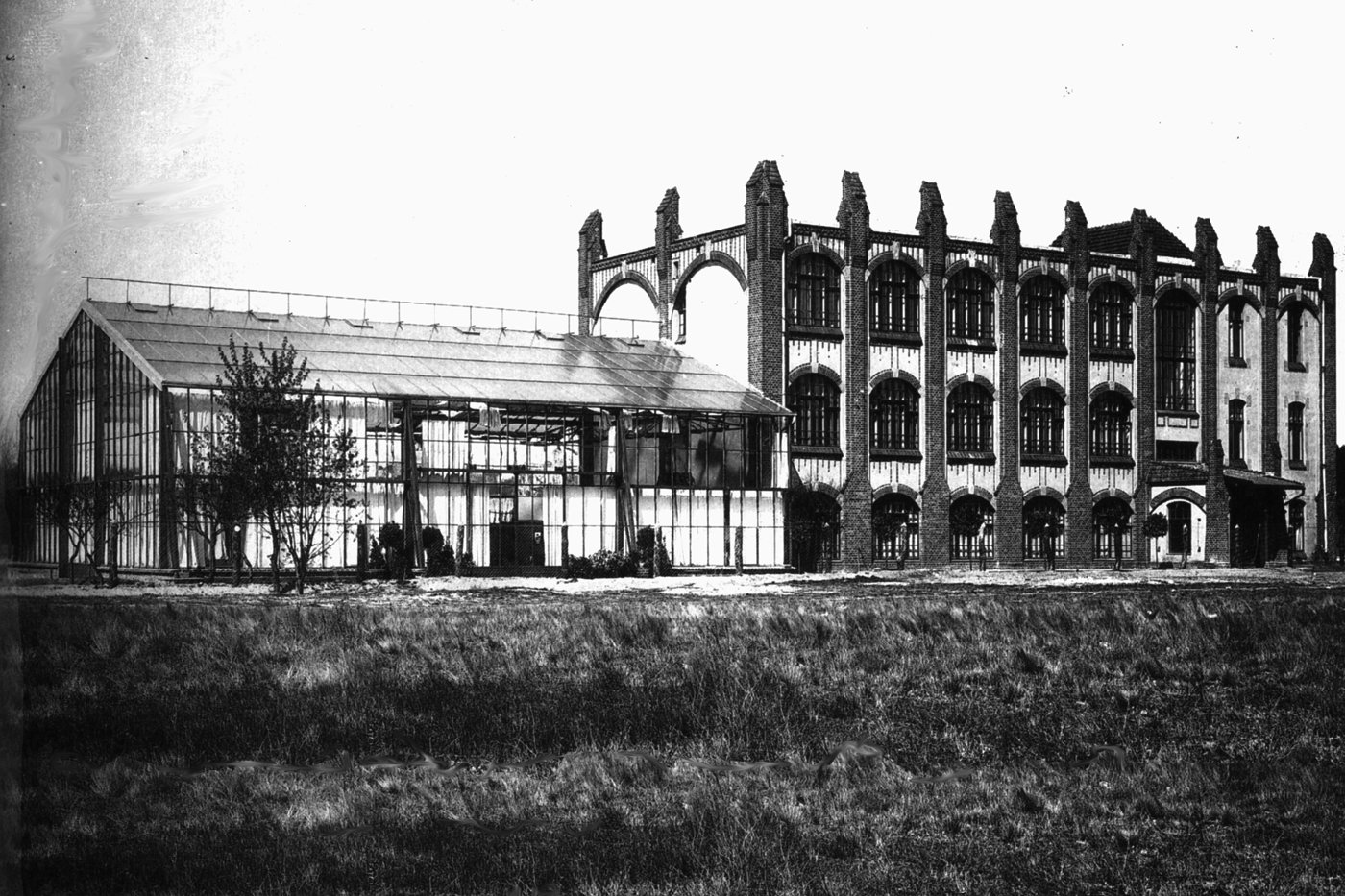
Glashaus-Atelier und ehemalige Kunstblumenfabrik 1911

- Der Kameramann und technische Leiter der Filmgesellschaft Deutsche Bioscope Guido Seeber legt mit der Pacht eines Geländes in der heutigen Medienstadt den Grundstein für das Filmstudio Babelsberg. Seeber errichtet das sogenannte Kleine Glashaus, ein erstes 15 mal 20 Metern großes Filmatelier an der Stahnsdorfer Straße südlich angrenzend an das heute denkmalgeschützte Gebäude der Kunstblumenfabrik Hachenberg in nur wenigen Monaten. Nach Renovierung entstehen in dem Backsteingebäude Werkstätten, Garderoben, Büros und Entwicklungslabore.
- Das Prinzeß-Theater öffnet als Kino seine Pforten in Charlottenburg bei Berlin.

### Österreich-Ungarn
- 21. Oktober: Der älteste erhaltene österreichische Spielfilm erscheint in den Kinos: Der Müller und sein Kind von der Österreichisch-Ungarischen Kinoindustrie GmbH mit Max Bing in der Hauptrolle.
- 1. November: Die Oesterreichisch-Ungarische Kinoindustrie Ges.m.b.H. wird in Wiener Kunstfilm GmbH umbenannt, welche in den folgenden Jahren der führende österreichische Stummfilmproduzent wird.
- Die Geschichte der Wochenschau in Österreich beginnt, als die Wiener Kunstfilm erstmals regelmäßig wöchentlich neue Berichte aus Wien und anderen Teilen der Österreichisch-Ungarischen Monarchie bringt. Man tritt hierbei in Konkurrenz zu den marktbeherrschenden französischen Filmgesellschaften, die bereits seit Jahren in Österreich als Vertriebsniederlassungen aber auch als Wochenschauproduzenten tätig sind. Auch im Deutschen Reich werden erstmals eigene Wochenschauen produziert.
- Die Polizei räumt das Atelier von Johann Schwarzers Saturn-Film und beendet somit dessen fünf Jahre andauernden Erotikfilmproduktionen, die weltweit vertrieben wurden und als erste geordneten (also nicht von Wanderkinobesitzern oder privat) und älteste noch erhaltenen Filmproduktionen Österreichs gelten.

### Vereinigte Staaten von Amerika
- 28. August: Der Stummfilm Swords and Hearts von D. W. Griffith mit Wilfred Lucas und Claire McDowell in den Hauptrollen wird veröffentlicht.

- David Horsley eröffnet das erste Filmstudio in Hollywood, die Nestor Motion Picture Company.

## Geboren

### Januar bis März
- 01. Januar: Basil Dearden, britischer Regisseur († 1971)

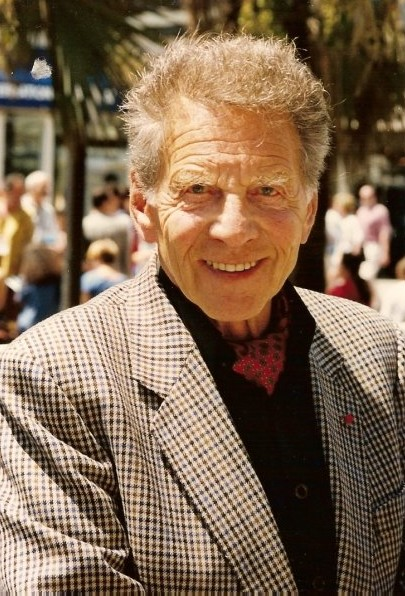
Jean-Pierre Aumont (* 5. Januar)

- 05. Januar: Jean-Pierre Aumont, französischer Schauspieler und Drehbuchautor († 2001)
- 07. Januar: Butterfly McQueen, US-amerikanische Schauspielerin († 1995)
- 14. Januar: Heinz Engelmann, deutscher Schauspieler († 1996)
- 14. Januar: Hans-Martin Majewski, deutscher Komponist († 1997)
- 18. Januar: Danny Kaye, US-amerikanischer Schauspieler († 1987)
- 25. Januar: Kurt Maetzig, deutscher Regisseur († 2012)
- 30. Januar: Hugh Marlowe, US-amerikanischer Schauspieler († 1982)

- 06. Februar: Ronald Reagan, US-amerikanischer Schauspieler († 2004)
- 16. Februar: Agnes Kraus, deutsche Schauspielerin († 1995)
- 19. Februar: Merle Oberon, US-amerikanische Schauspielerin († 1979)
- 20. Februar: Peter Paul, deutscher Schauspieler († 1985)
- 28. Februar: Otakar Vávra, tschechischer Drehbuchautor und Regisseur († 2011)

- 03. März: Jean Harlow, US-amerikanische Schauspielerin († 1937)
- 09. März: Rate Furlan, italienischer Regisseur und Schauspieler († 1989)
- 24. März: Joseph Barbera, US-amerikanischer Produzent († 2008)

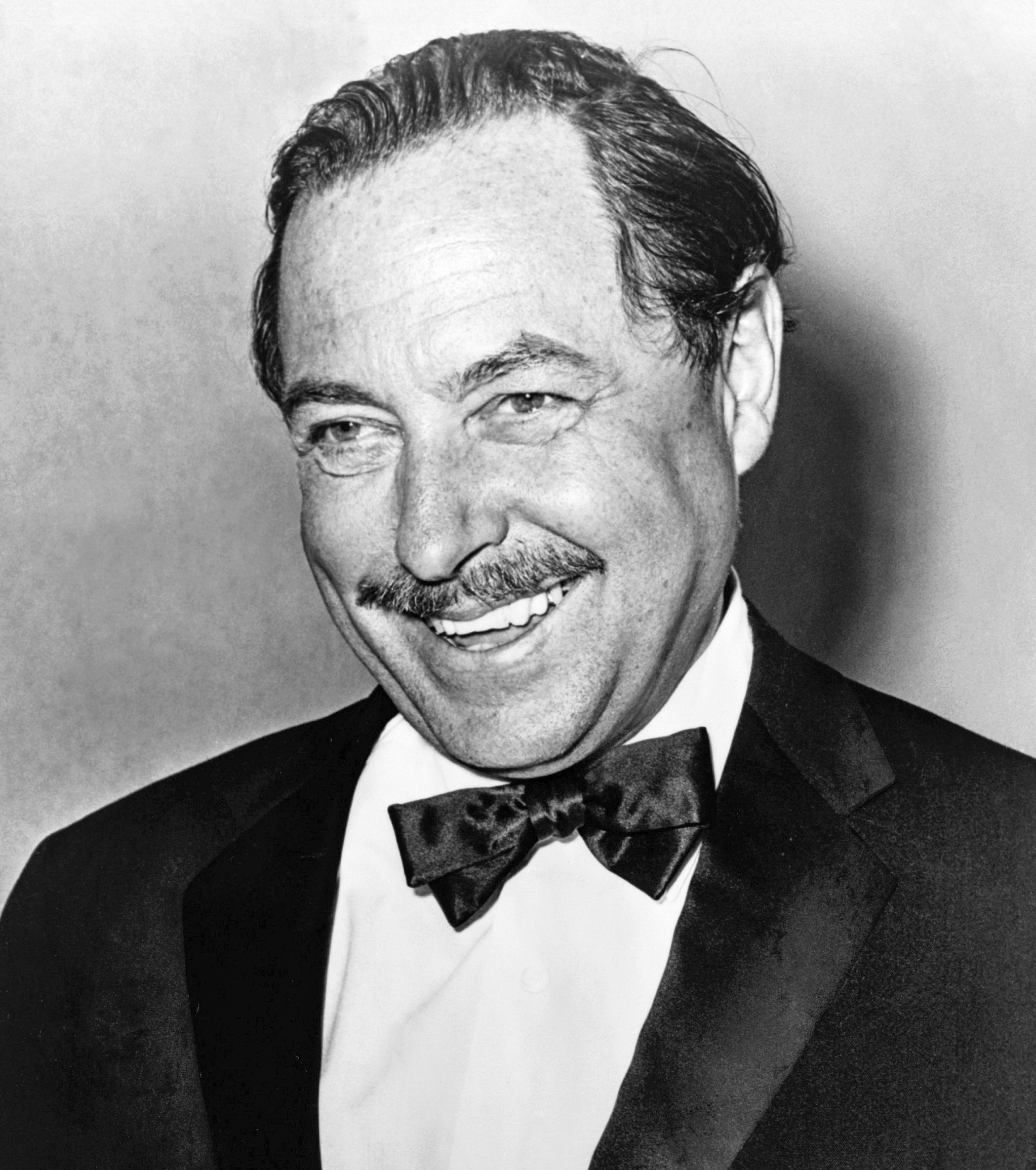
Tennessee Williams (* 26. März)

- 26. März: Tennessee Williams, US-amerikanischer Schriftsteller und Drehbuchautor († 1983)
- 29. März: Brigitte Horney, deutsche Schauspielerin († 1988)

### April bis Juni
- 17. April: George Seaton, US-amerikanischer Regisseur und Drehbuchautor († 1979)
- 23. April: Ronald Neame, britischer Regisseur und Kameramann († 2010)
- 24. April: Ethel Reschke, deutsche Schauspielerin († 1992)
- 04. Mai: Nicole Vedrès, französische Regisseurin und Filmtheoretikerin († 1965)
- 07. Mai: Ishirō Honda, japanischer Regisseur († 1993)
- 11. Mai: Phil Silvers, US-amerikanischer Schauspieler († 1985)

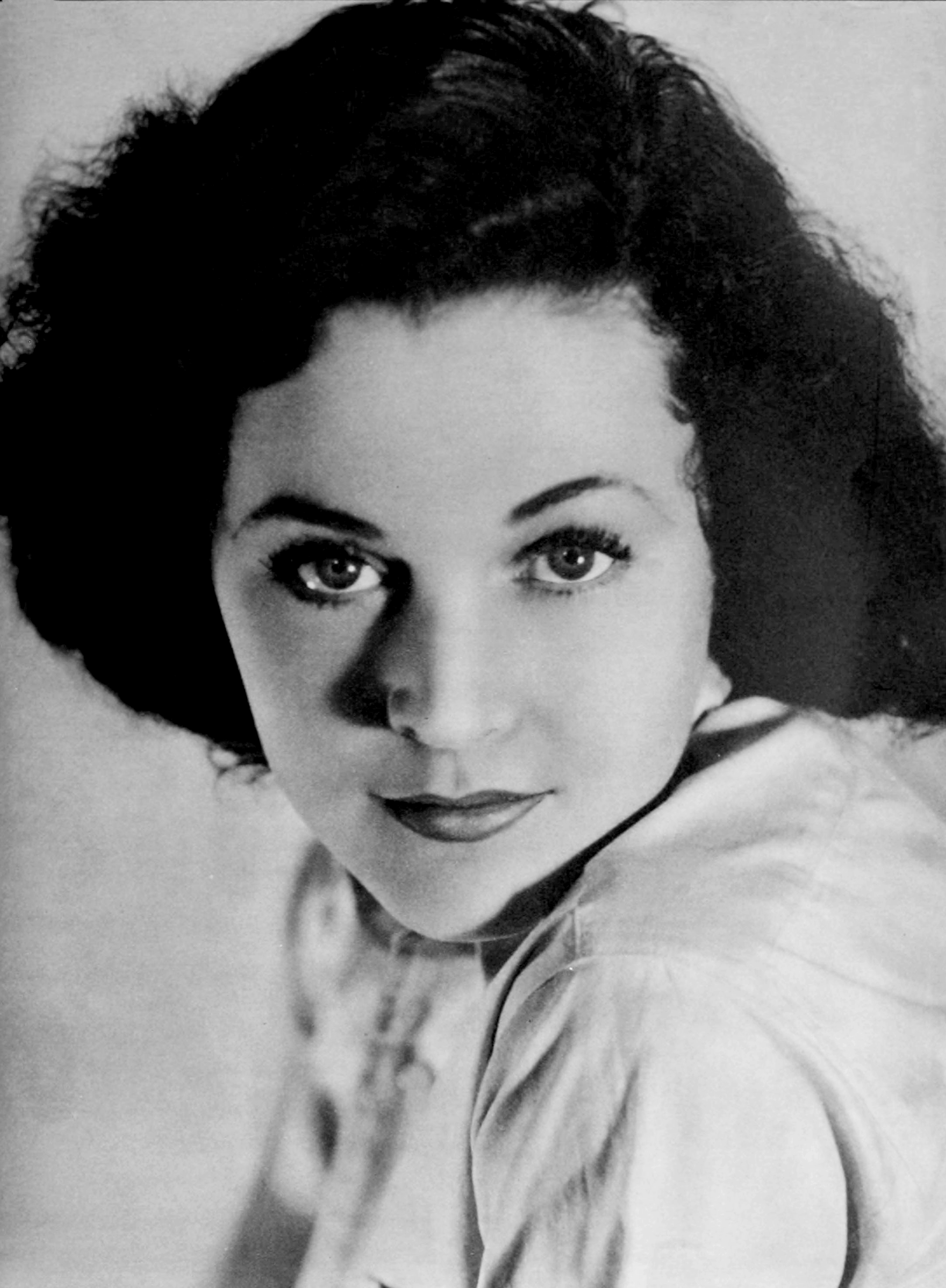
Maureen O’Sullivan (* 17. Mai)

- 17. Mai: Maureen O’Sullivan, irisch-amerikanische Schauspielerin († 1998)
- 24. Mai: Lotte Rausch, deutsche Schauspielerin († 1995)
- 26. Mai: Ben Alexander, US-amerikanischer Schauspieler († 1969)

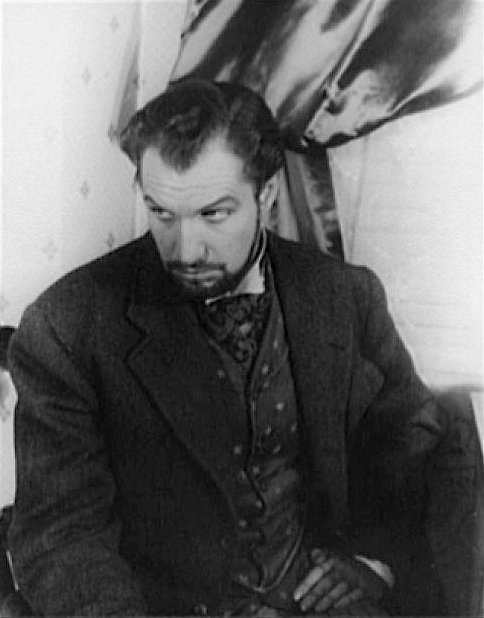
Vincent Price (* 27. Mai)

- 27. Mai: Vincent Price, US-amerikanischer Schauspieler († 1993)
- 28. Mai: Fritz Hochwälder, österreichischer Drehbuchautor († 1986)

- 04. Juni: Gordon Dines, britischer Kameramann († 1982)
- 07. Juni: Gustaf Hedberg, schwedischer Schauspieler († 1957)
- 07. Juni: Franz Reizenstein, deutscher Komponist und Pianist († 1968)
- 12. Juni: Hannsgeorg Laubenthal, deutscher Sänger und Schauspieler († 1971)
- 14. Juni: Margarete Fries, österreichische Schauspielerin († 2012)
- 20. Juni: Gail Patrick, US-amerikanische Schauspielerin († 1980)
- 29. Juni: Bernard Herrmann, US-amerikanischer Komponist († 1975)
- 29. Juni: Katherine DeMille, US-amerikanische Schauspielerin († 1995)

### Juli bis September
- 04. Juli: Malte Jaeger, deutscher Schauspieler († 1991)
- 04. Juli: Mitch Miller, US-amerikanischer Musikproduzent († 2010)
- 07. Juli: Ruth Ford, US-amerikanische Schauspielerin († 2009)
- 07. Juli: Gretchen Franklin, britische Schauspielerin († 2005)
- 07. Juli: Joan Perry, US-amerikanische Schauspielerin († 1996)
- 14. Juli: Terry-Thomas, britischer Schauspieler († 1990)
- 15. Juli: Robert H. Harris, US-amerikanischer Schauspieler († 1981)

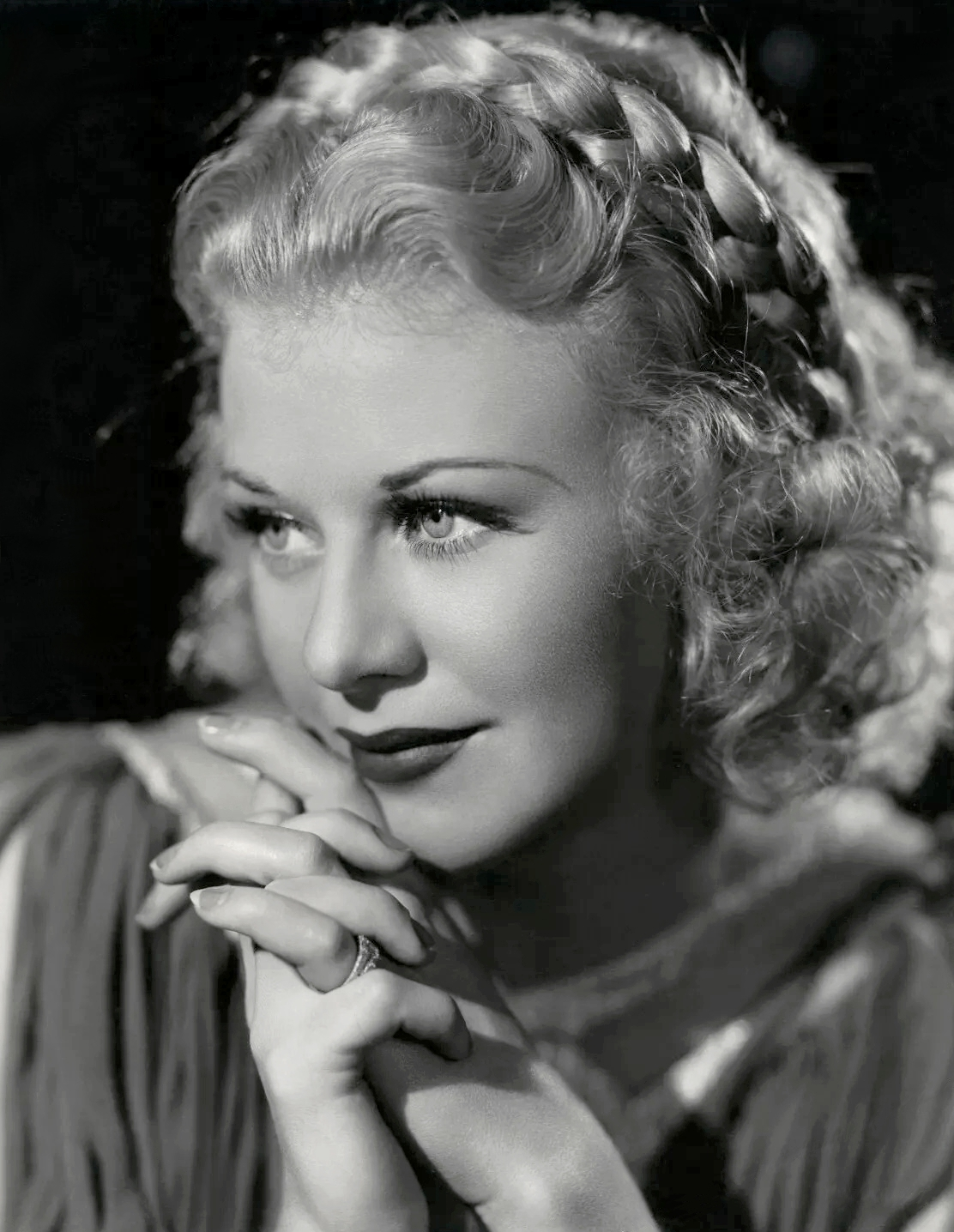
Ginger Rogers (* 16. Juli)

- 16. Juli: Ginger Rogers, US-amerikanische Schauspielerin († 1995)
- 16. Juli: Irene Prador, österreichische Sängerin und Schauspielerin († 1996)
- 18. Juli: Hume Cronyn, kanadischer Schauspieler und Drehbuchautor († 2003)
- 19. Juli: Cissy van Bennekom, niederländische Schauspielerin († 2005)
- 27. Juli: Lupita Tovar, mexikanische Schauspielerin († 2016)
- 28. Juli: Ann Doran, US-amerikanische Schauspielerin († 2000)
- 04. August: Bernardo Segall, US-amerikanischer Komponist († 1993)

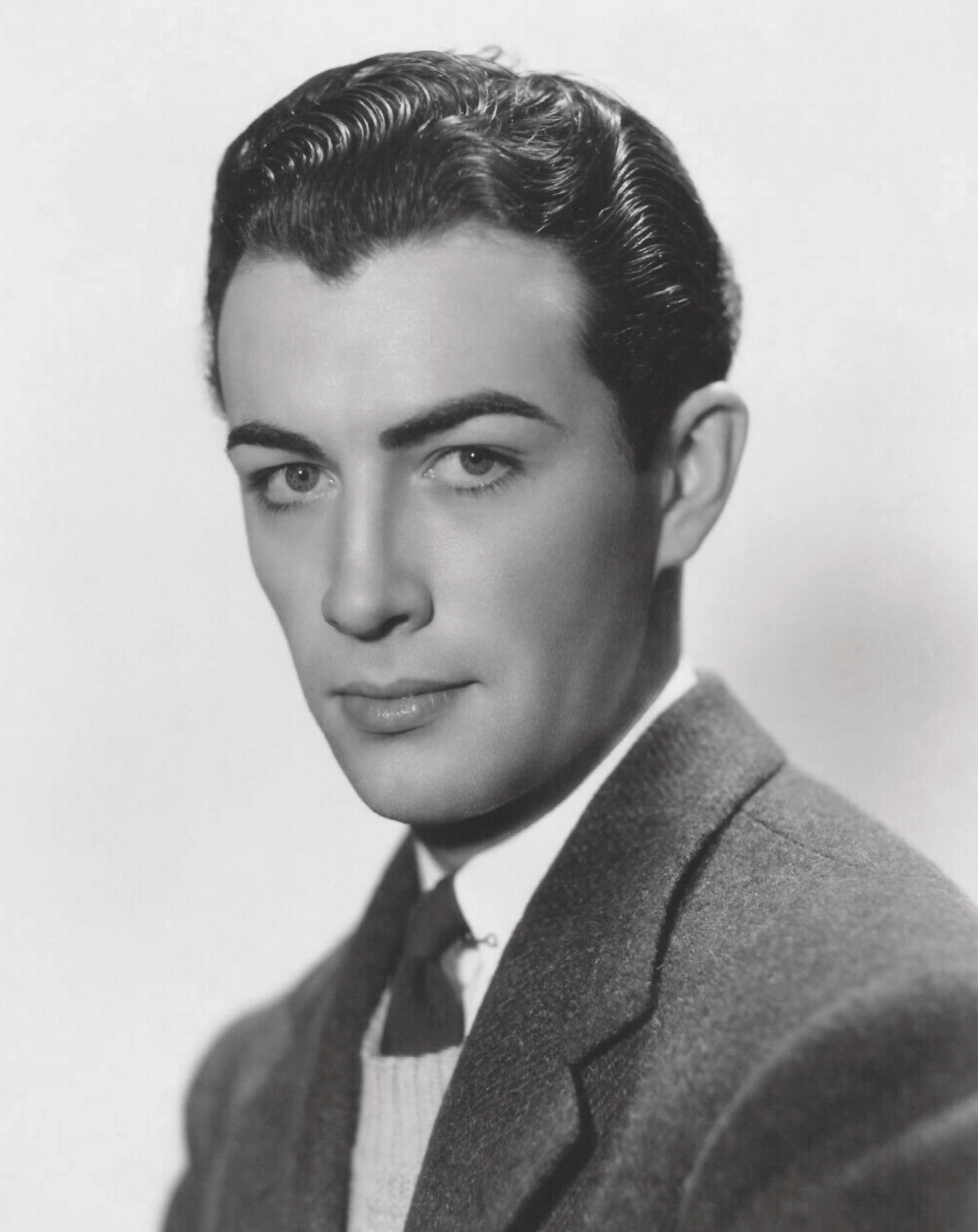
Robert Taylor (* 5. August)

- 05. August: Robert Taylor, US-amerikanischer Schauspieler († 1969)
- 06. August: Lucille Ball, US-amerikanische Schauspielerin († 1989)
- 07. August: Nicholas Ray, US-amerikanischer Regisseur († 1979)
- 08. August: Herwig Walter, deutscher Schauspieler († 1986)
- 12. August: Cantinflas, mexikanischer Schauspieler († 1993)
- 16. August: Barta Barri, ungarisch-spanischer Schauspieler († 2003)
- 27. August: Harold Norman, US-amerikanischer Schauspieler († 2011)

- 01. September: Hugo Lindinger, österreichischer Schauspieler († 1988)
- 02. September: Erwin Hillier, deutsch-britischer Kameramann († 2005)
- 07. September: Fred Moore, US-amerikanischer Trickfilmzeichner († 1952)
- 08. September: Byron Morrow, US-amerikanischer Schauspieler († 2006)
- 15. September: Emil Botta, rumänischer Schauspieler († 1977)
- 15. September: Margaret Lockwood, britische Schauspielerin († 1990)
- 15. September: Joseph Pevney, US-amerikanischer Regisseur († 2008)
- 18. September: Raúl Cancio, spanischer Schauspieler († 1961)
- 21. September: Billy Frick, schweizerischer Schauspieler und Produzent († 1977)

### Oktober bis Dezember
- 01. Oktober: Irwin Kostal, US-amerikanischer Arrangeur und Komponist († 1994)
- 02. Oktober: Jack Finney, US-amerikanischer Schriftsteller († 1995)
- 02. Oktober: Hans Wolff, deutscher Drehbuchautor, Schauspieler und Regisseur († 1979)
- 03. Oktober: Michael Hordern, britischer Schauspieler († 1995)
- 03. Oktober: Erni Kniepert, österreichische Kostümbildnerin († 1990)
- 04. Oktober: Hans Cossy, deutscher Schauspieler und Synchronsprecher († 1972)
- 07. Oktober: Friedrich Hartau, deutscher Schauspieler und Regisseur († 1981)
- 13. Oktober: Ashok Kumar, indischer Schauspieler und Regisseur († 2001)
- 19. Oktober: Ben Barzman, US-amerikanischer Drehbuchautor († 1989)
- 19. Oktober: Wilkie Cooper, britischer Kameramann († 2001)
- 19. Oktober: Roman Mann, polnischer Filmarchitekt († 1960)
- 24. Oktober: Arkadi Raikin, sowjet-russischer Schauspieler und Regisseur († 1987)
- 27. Oktober: Leif Erickson, US-amerikanischer Schauspieler († 1986)
- 30. Oktober: Ruth Hussey, US-amerikanische Schauspielerin († 2005)

- 01. November: Victoria Horne, US-amerikanische Schauspielerin († 2003)
- 01. November: Henri Troyat, französischer Schriftsteller († 2007)
- 02. November: Odysseas Elytis, griechischer Dichter und Literaturnobelpreisträger († 1996)
- 02. November: Hans Heinrich, deutscher Regisseur und Filmeditor († 2003)
- 03. November: Vladimir Ussachevski, russisch-amerikanischer Komponist († 1990)
- 04. November: Jack Rose, US-amerikanischer Drehbuchautor († 1995)
- 05. November: Marie Osborne, US-amerikanische Schauspielerin († 2010)
- 05. November: Roy Rogers, US-amerikanischer Westerndarsteller und Countrysänger († 1998)
- 06. November: Stephen Bosustow, kanadischer Zeichentrickfilmproduzent († 1981)
- 10. November: Harry Andrews, britischer Schauspieler († 1989)
- 15. November: Kay Walsh, britische Schauspielerin († 2005)
- 16. November: Maria von Tasnady, ungarische Schauspielerin († 2001)
- 17. November: Heli Finkenzeller, deutsche Schauspielerin († 1991)
- 17. November: Charles Walters, US-amerikanischer Regisseur († 1982)
- 23. November: Selma Vaz Dias, niederländisch-britische Schauspielerin († 1977)
- 24. November: Kirby Grant, US-amerikanischer Schauspieler († 1985)

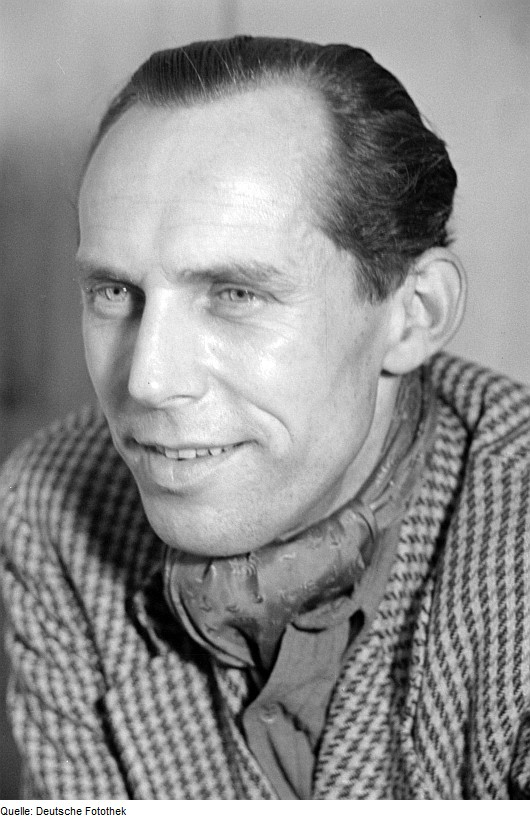
Robert Trösch (* 25. November)

- 25. November: Robert Trösch, schweizerisch-deutscher Schauspieler und Regisseur († 1986)
- 30. November: Jorge Negrete, mexikanischer Sänger und Schauspieler († 1953)
- 30. November: Hans Nielsen, deutscher Schauspieler und Synchronsprecher († 1965)

- 03. Dezember: Vertunnio De Angelis, italienischer Regisseur (†)
- 03. Dezember: Nino Rota, italienischer Komponist († 1979)
- 08. Dezember: Lee J. Cobb, US-amerikanischer Schauspieler († 1976)
- 09. Dezember: Broderick Crawford, US-amerikanischer Schauspieler († 1986)
- 18. Dezember: Jules Dassin, US-amerikanischer Regisseur († 2008)
- 25. Dezember: Noel Langley, US-amerikanischer Drehbuchautor, Regisseur und Produzent († 1980)

### Genaues Geburtsdatum unbekannt
- Piero Ghione, italienischer Produzent († 1982)